# Nicolae Tanovițchii
Nicolae Tanovițchii (Chișinău, 23 de desembre de 1993) és un ciclista professional moldau. Professional des del 2012, amb l'equip Start-Atacama Flowery Desert, des del 2017 milita a la formació romanesa del Tusnad Cycling Team. Del seu palmarès destaca el Campionat nacional en ruta i el de contrarellotge.

## Palmarès
- 2017
  -  Campió de Moldàvia en ruta
  -  Campió de Moldàvia en contrarellotge
  - 1r al Memorial Gianni Biz
  - 1r a la Coppa Giulio Burci
  - Vencedor d'una etapa al Tour de Szeklerland
- 2018
  -  Campió de Moldàvia en contrarellotge
  - 1r al Tour de Szeklerland i vencedor d'una etapa